# Футбол (еженедельник)
Еженедельник «Футбол» — еженедельный журнал о футболе, который с перерывами выпускается с мая 1960 года. Был создан при непосредственном участии редакции газеты «Советский спорт», которая занимается выпуском журнала весь период его существования.
В период с 1967 по 1990 год и с 2015 года публиковал также и материалы о хоккее.
В числе журналистов, много лет трудившихся в еженедельнике, были Валерий Винокуров, Олег Кучеренко, Александр Виттенберг (Вит), Геннадий Радчук, Евгений Рубин и многие другие.

## История

Первый номер еженедельника

29 мая 1960 года вышел первый номер еженедельника «Футбол», в качестве Воскресного приложения к газете «Советский спорт». Перед этим председатель Федерации футбола СССР Валентин Гранаткин на одном из пленумов заявил о предполагаемом издании журнала. Затем председатель Центрального совета Союза спортивных обществ Николай Романов предложил Мартыну Мержанову, работавшему в «Огоньке», стать главным редактором нового издания. Тот согласился, и первый номер у него на дому готовили Перель, Виттенберг, Ваньят и Дангулов. Опора была сделана на комментарии заслуженных специалистов (братья Старостины, Аркадьев, Пайчадзе, Бутусов, Глазков, Бесков).
В 1966 году новым главным редактором стал Лев Филатов (c № 45 за 1966 год по № 4 за 1967 год как и. о. редактора). Мержанов лично предложил заместителю главреда «Советского спорта» занять эту должность.
В 1967 году еженедельник был переименован в «Футбол-Хоккей». В редакционной колонке это действие обосновывалось возросшей популярностью этого вида спорта. Во время перестройки в одной из статей было написано, что причиной смены названия было желание одного из приближённых Л. И. Брежнева. Издание выходило на 16 чёрно-белых страницах. Изначально цена составляла 5 копеек.
В 1975 году, после завершения технического перевооружения и реконструкции комбината издательства «Московская правда» на Красной Пресне (где выходила газета) издание начали печатать офсетным способом. В 1980-е годы цена издания выросла до 15 копеек.
В 1983 году Лев Филатов ушёл на пенсию. № 29 за 1983 год — последний номер, который он редактировал. Почти полгода (с № 30 за 1983 год по № 4 за 1984 год) обязанности главного редактора (и. о.) исполнял Геннадий Радчук. С № 5 за 1984 год должность главного редактора еженедельника занял бывший футболист Виктор Понедельник.
В 1990 году еженедельник перестал быть приложением к «Советскому спорту», после чего перешёл в ведение Федерации футбола. Новым главным редактором стал Олег Кучеренко. Затем еженедельник был обратно переименован в «Футбол» (официально он был переименован в «Футбольный вестник», но Кучеренко выступил резко против этого названия, с ним же согласился и Вячеслав Колосков). Вскоре издание стало самостоятельным. В 1994 году еженедельник стал выходить на 32 страницах.
В 2004 году в целях проведения продажи еженедельника украинскому Медиа Холдингу решением тогдашнего владельца еженедельника Александра Вайнштейна главным редактором назначен известный журналист Пётр Каменченко. Олег Кучеренко вынужден был уволиться, а в конце 2005 года еженедельник был продан украинским владельцам. Через некоторое время, в сентябре 2006 года журнал стал полностью цветным.
С января 2007 года в каждом номере печатались плакаты команд и игроков.
В 2008 году вышел юбилейный номер 2500.
В 2012 году в журнале впервые в мире опубликованы значения вероятного счета матча, позднее трансформировавшегося в понятие xG, а с № 30 за 2012 год они стали регулярно публиковаться в таблицах профессиональной футбольной статистики отдельных туров РФПЛ и турнира в целом.
С 1 марта 2013 года новая команда издательства «ТН-Столица» изменила концепцию журнала. На должность главного редактора был приглашён Денис Вдовин, уже работавший в еженедельнике «Футбол» заместителем главного редактора с 2007 по 2010 год. Пост директора по развитию занял Анатолий Волосов, работавший исполнительным директором по экономике ЗАО «Футбольный клуб „Динамо-Москва“». «Футбол» стал вести активную деятельность в интернете и присутствовать на ведущих социальных площадках. Еженедельник получил статус информационного партнёра РФС.
В некоторых источниках появлялись сообщения о том, что в 2013 году или в мае 2015 года еженедельник был переименован в «Футбол. Хоккей», однако официальных сообщений от издательства о переименовании не было, и все печатные версии еженедельника вплоть до июня 2019 года выходили под названием «Футбол».
В июне 2019 года выпуск еженедельника был прекращён из-за финансовых трудностей со стороны его владельца в лице ООО «ТН-Столица», который на тот момент уже прекратил выпуск московской версии журнала «Теленеделя». Последним напечатанным в 2019 году номером являлся выпуск № 22 (5—12 июня 2019), ещё три выпуска были сданы в типографию, но не были напечатаны и существуют только в электронном виде. Последним опубликованным номером является выпуск № 25 (26 июня — 3 июля 2019). Согласно информации на обложке он был 3075-м в истории еженедельника. При этом сайт издания какое-то время периодически продолжал обновляться и публиковать новые материалы об актуальных футбольных событиях.
29 мая 2024 года было объявлено, что № 20 еженедельника, выпускающегося редакцией «Советского спорта», выйдет с логотипом, повторяющим написание слова «футбол» на самом первом номере, вышедшим 29 мая 1960 года. Редакция заявила, что в 1999 году под эгидой «Советского спорта» было возрождено приложение, выходившее в 1960-х — 1990-х годах. Выпуск от 29 мая 2024 года получил номер 2467. Фактическим главным редактором обновлённого издания стал главный редактор «Советского спорта» Евгений Слюсаренко.

## Приложения
- Спецвыпуски еженедельника «Футбол» (выходили в 2006—2018 годах), посвящённые крупным футбольным событиям в стране и мире.
- С 2014 по 2018 год (с перерывом) выходило информационно-статистическое приложение еженедельника «Футбол» «90 минут».
- В 1997 году выходило приложение «Первый тайм», посвящённое соревнованиям Детской футбольной лиги.
- С 2006 по 2008 и с 2010 по 2013 год издавалось приложение «Великие клубы».
- В 2009 году издавалось приложение «Великие сборные».
- В 2010 году издавалась еженедельная «Энциклопедия Мировой футбол».
- В 2011 году издавалось приложение «Великие игроки».

## Специальные проекты
Еженедельник является учредителем специальных призов. Так, в 1961 году был учреждён Приз «Крупного счёта», который вручался команде, выигравшей в чемпионате СССР и чемпионате России по футболу наибольшее количество матчей с перевесом в три и более мячей.
Еженедельник «Футбол» регулярно публикует рейтинги и символические списки. Так, в ноябре 1967 года по инициативе еженедельника и известного футбольного статистика Константина Есенина был создан Клуб Григория Федотова, куда включаются футболисты, забившие более ста голов.

## Главные редакторы
- Мартын Мержанов (1960—1966)
- Лев Филатов (1966—1967 (и. о.); 1967—1983)
- Геннадий Радчук (1983—1984) исполняющий обязанности
- Виктор Понедельник (1984—1990)
- Олег Кучеренко (1990—2004)
- Пётр Каменченко (2004—2013)
- Денис Вдовин (2013—2019)
- Евгений Слюсаренко (2024 по настоящее время)